# Probiotikum
Ein Probiotikum (Mehrzahl Probiotika, Hybridwort aus lateinisch pro ‚für‘‘ und altgriechisch bios ‚Leben‘) ist eine Zubereitung (Produkt), die lebende Mikroorganismen enthält. Es zählt zu den Functional-Food-Produkten. Es liegen ähnliche Definitionen auf Grundlage der 1989 von Roy Fuller publizierten vor. Allgemein gelten Probiotika als lebende Mikroorganismen, die – wenn in ausreichender Menge oral eingenommen – einen positiven gesundheitlichen Effekt erzielen.
Das Ausmaß dieser möglichen Wirkung ist aber in vielen Fällen umstritten oder nicht unbedingt so ausgeprägt, wie von der Werbung suggeriert wird. Im Vergleich zu „konventionellen“ Nahrungsmitteln wurde jedenfalls eine erhöhte gesundheitsfördernde Wirkung von probiotischen Nahrungsmitteln nicht nachgewiesen. Die am längsten als Probiotika angewendeten Organismen sind Milchsäurebakterien, aber auch Hefen und andere Spezies sind in Gebrauch.
Probiotika können als Zugabe in Lebensmitteln (hierzu zählen auch Nahrungsmittel, Nahrungsergänzungsmittel oder diätetische Lebensmittel) oder in Form von Arzneimitteln verabreicht werden. Abgegrenzt werden Probiotika von den Präbiotika, die eine positive Wirkung (Wachstumsanregung) auf bereits sich im Darm befindende Mikroorganismen haben, und den Synbiotika, einer Kombination aus beiden.

## Probiotische Lebensmittel
Als probiotisch bezeichnete Lebensmittel enthalten meist Mikroorganismen (z. B. Milchsäurebakterien der Art Lactobacillus casei), die, sofern sie die Magenpassage überhaupt zu einem nennenswerten Anteil teilungsfähig überwinden können, im Dünndarm, teilweise auch im Dickdarm, durch quantitative Verdrängung und Produktion von antibakteriellen Stoffen (Bacteriocine) einer Fehlbesiedlung mit Darmkeimen entgegenwirken sollen. Möglicherweise verdrängen sie aber auch Teile der erwünschten Darmflora, wodurch das dort herrschende Gleichgewicht empfindlich gestört würde. Einige probiotische Bakterien (z. B. L. bulgaricus) können sich nur vorübergehend innerhalb der Darmflora behaupten und werden nach Beendigung der Zufuhr innerhalb weniger Wochen nahezu vollständig verdrängt.

### Probiotischer Joghurt
Probiotischer Joghurt kann auf verschiedene Arten hergestellt werden. Meistens wird er zunächst auf herkömmliche Weise unter Zusatz der üblichen Starterkulturen hergestellt und erst nachträglich der probiotisch erwünschte Bakterienstamm zugesetzt. Je nach verwendetem Stamm kann die Fermentation der Milch jedoch auch durch den probiotisch erwünschten Bakterienstamm selbst erreicht werden; in diesem Fall enthält das Produkt ausschließlich diesen Bakterienstamm.

### Weitere fermentierte Lebensmittel
Weitere Lebensmittel, die durch Fermentierung hergestellt werden, enthalten, sofern sie nicht pasteurisiert oder anderweitig erhitzt werden, lebende und probiotisch erwünschte Bakterien. Zu diesen Lebensmitteln zählen zum Beispiel Sauerkraut, Sauerkrautsaft, Brottrunk und Miso.

### Probiotische Nahrungsmittel
Nachdem ursprünglich nur entsprechender Joghurt angeboten wurde, erscheinen zunehmend weitere Nahrungsmittel, etwa Quark, Käse, Wurst oder Speiseeis, die probiotische Bakterien enthalten, auf dem Markt.
Ein mit Lactobacillus acidophilus (L.a.) und Bifidobacterium bifidum (B.b.) angereichertes Speiseeis, aus Geschmacksgründen leicht säuerlich mit pH-Werten zwischen 5,0 und 6,0, wurde 17 Wochen bei −29 °C gelagert. Dabei verringerte sich sein Lebendbakteriengehalt von anfangs 1,5 × 108 cfu/ml (L.a.) und 2,5 × 108 cfu/ml (B.b.) auf 4 × 106 cfu/ml (L.a.) und 1 × 107 cfu/ml (B.b.). Diese akzeptable Verringerung zeigte, dass selbst länger tiefgefrorenes Speiseeis als probiotisches Nahrungsmittel tauglich ist.

### Probiotische Zusatzpräparate
Von den Nahrungsmitteln klar abzugrenzen sind die probiotischen Zusatzpräparate (Nahrungsergänzungsmittel). Im Gegensatz zu den Nahrungsmitteln enthalten diese stets mehrere Millionen bis Milliarden lebensfähige Bakterien in Pulverform. Die meisten Präparate enthalten Bifidobakterien und Laktobakterien mit teilweise wissenschaftlich belegten Wirkungen. Die Zusammensetzung und das Mischverhältnis werden durch den Hersteller gewählt, und so haben die Produkte je nach Bakterienart und -stämmen eine unterschiedliche Wirkung. Als sehr populär gilt der L. acidophilus, über dessen Wirksamkeit sehr viele Studien existieren. Die meisten probiotischen Zusatzpräparate sind nur in Apotheken erhältlich.

### Eigenschaften und Erforschung
Eine der vielen Schwierigkeiten der Erforschung liegt darin, dass die Eigenschaften von Probiotika jeweils stammspezifisch sind. Es ist weiterhin zu beachten, ob in den Studien die probiotischen Nahrungsmittel selbst oder die höherdosierten probiotischen Nahrungsergänzungsmittel untersucht wurden, sodass sich die Aussagen nicht verallgemeinern lassen. Manche Stämme traditioneller Milchsäurebakterien können ähnlich positiv im Darm wirken.
Teilweise positive Ergebnisse brachten Untersuchungen an einigen probiotischen Bakterienstämmen (im Vergleich zu Placebo) bezüglich
- Förderung der Lactose-Verdauung
- Gastroenteritis
- Reizdarmsyndrom
- Verstopfung
- Bluthochdruck[13]

Positive Effekte von Probiotika vergangener Studien könnten aber durch falsch-positive Ergebnisse in Frage gestellt werden. Daten einer 2018 durchgeführten Studie mit endoskopisch entnommenen Stückchen der Darmschleimhaut weisen darauf hin, dass die eigene Darmflora ein Anhaften probiotischer Stämme verhindere – vielmehr passieren die aufgenommenen Bakterien den Darm und werden wieder ausgeschieden, ohne sich in die Darmflora zu integrieren. Die Teilnehmerzahl der Studie war mit 15 untersuchten Personen allerdings sehr klein, außerdem wurde nur ein Probiotikum eingesetzt und mögliche positive Effekte wurden nicht betrachtet.
Darüber hinaus wurde in einer anderen Studie mit insgesamt 21 Teilnehmern gezeigt, dass sich zwar Bakterienstämme der Probiotika in einer künstlich mittels Antibiotika beschädigten Darmflora schnell einnisten. Jedoch hat sich die Regeneration der Darmflora im Vergleich zur Kontrollgruppe ohne Probiotika-Einnahme stark verzögert. Damit kann der Konsum von Probiotika bei Durchfällen oder Magen-Darm-Beschwerden während einer Antibiotika-Therapie  sogar kontraproduktiv sein.

### Beispiele für probiotische Bakterienstämme in Nahrungsmitteln
- Bifidobacterium animalis subsp. lactis BB-12 Chr. Hansen
- Bifidobacterium animalis subsp. lactis DN-173 010 (= Bifidobacterium Digestivum Essensis) Danone
- Bifidobacterium animalis subsp. lactis HN019 (= Howaru Bifido) Danisco
- Lactobacillus acidophilus LA5 [Chr. Hansen]
- Lactobacillus acidophilus NCFM Rhodia Inc.
- Lactobacillus johnsonii La1 (= Lactobacillus LC1) Nestlé
- Lactobacillus casei immunitass/defensis (= Actimel) Danone
- Lactobacillus casei Shirota (DSM 20312) Yakult
- Lactobacillus casei CRL431 [Chr. Hansen]
- Lactobacillus reuteri (ATCC 55730) [BioGaia Biologics]
- Lactobacillus rhamnosus (ATCC 53013) Valio

### Beispiele für Bakterienstämme, die eindeutig keine probiotische Wirkung besitzen
Die folgenden Stämme haben keine probiotische Wirkung, da sie die extremen Bedingungen im Magen, und danach im Zwölffingerdarm (Duodenum) durch die dort erfolgende Beimischung von Galle aus der Gallenblase nicht überleben und somit nicht lebend im Darm ankommen:
- Lactobacillus delbrueckii subsp. bulgaricus[16] (vor 1984 als Lactobacillus bulgaricus bekannt)
- Streptococcus thermophilus[16]
- Lactobacillus helveticus[16]

### Health Claims
Seit Anfang 2007 sind in der Europäischen Union unbelegte gesundheitsbezogene Aussagen (Health Claims) untersagt (Health-Claims-Verordnung). Demnach sind gesundheitsbezogene Aussagen zu Lebensmitteln nur noch statthaft, wenn sie auch wissenschaftlich belegt sind.
Die bis heute behaupteten gesundheitsbezogenen Angaben über Probiotika hat die EFSA bis auf eine Ausnahme alle negativ bewertet, sie sind daher nicht in der EU-Positivliste aufgeführt und dürfen nicht auf den Verpackungen von Produkten angegeben werden. Infolgedessen dürfen Hersteller ihre Produkte nicht mehr mit „probiotisch“ bewerben, allenfalls allgemeine Aussagen wie die Menge der darin enthaltenen Bakterienkulturen sind erlaubt. Nur eine Förderung der Laktoseverdauung konnte bei drei Stämmen von Milchsäurebakterien gezeigt werden.
Hersteller kombinieren ihre Produkte häufig mit Vitaminen, die gemäß der EFSA-Positivliste zu verschiedenen gesundheitsfördernden Effekten führen können. Damit können gesundheitsbezogene Aussagen wie „trägt zur normalen Funktion des Immunsystems bei“ genutzt werden, wenngleich dieser Effekt dem Vitamin zugeschrieben werden muss.

## Medizinische Anwendungen und Forschung
Neben der umstrittenen Zugabe von probiotischen Bakterien zu herkömmlichen Nahrungsmitteln werden Probiotika bei einer Vielzahl von Erkrankungen therapeutisch als probiotische Arzneimittel eingesetzt. Manche Anwendungsmöglichkeiten sind nach wissenschaftlichen Kriterien nicht gesichert. Im Gegensatz dazu kann die Anwendung des E. coli-Stammes Alfred Nissle 1917 (EcN, Mutaflor) in der Remissionsphase der Colitis ulcerosa alternativ zu 5-Aminosalizylaten wie Mesalazin in Erwägung gezogen werden. Bei EcN handelt es sich um einen apathogenen Stamm, dem bestimmte Virulenzfaktoren wie α-Hämolysin, Adhäsine von P-Fimbrien fehlen. Dafür bilden sie „Fitnessfaktoren“ wie Microcine, verschiedene Eisenaufnahmesysteme, Adhäsine und Proteasen, die EcN das Überleben und die Kolonisierung im Darm erleichtern. Dennoch wird Mesalazin häufiger gegenüber EcN in der klinischen Praxis bevorzugt, da sowohl die Datenlage größer ist als es auch einen zusätzlichen karzinompräventiven Effekt (kolorektales Karzinom) entfaltet. In der Induktionstherapie konnte keine Gleichwertigkeit gegenüber Mesalazin gezeigt werden.
Probiotika können typische Symptome des Reizdarmsyndroms wie Schmerzen, Blähungen, Stuhlfrequenz und -konsistenz reduzieren, zudem die Lebensqualität und die allgemeine Zufriedenheit dieser Patienten erhöhen. Es bestehen aber Unterschiede bei der Wirksamkeit verschiedener Bakterienstämme, Einzel- und Kombinationstherapien, Dosierungen und Einnahmedauer. Aufgrund der vorliegenden Evidenz gibt es daher noch keine differenzierte Graduierungen der Empfehlung im Hinblick auf einzelne Stämme bzw. Kombinationspräparate und/oder Applikationsmodalitäten. So ist nicht gesichert, ob und wie ein einzelnes Präparat bei einem Patienten anspricht. Daher empfiehlt die entsprechende medizinische Leitlinie, ein Probiotikum zunächst versuchsweise zu geben und dann bei Erfolg die Therapie damit fortzuführen.
Ein Cochrane-Review kam 2019 zu dem Schluss, dass Probiotika zu einer moderaten Reduktion an antibiotika-induzierten Durchfällen bei Kindern führen können, insbesondere bei Probiotika in höherer Dosierung (≥ 5 Milliarden KBEs pro Tag). Zudem kann die Dauer der Durchfälle um fast einen Tag gesenkt werden. Die Probiotika wurden allgemein gut vertragen. Bei den Probiotika sind insbesondere Lactobacillus rhamnosus oder Saccharomyces boulardii vorteilhaft, wenngleich mehr Daten aus größeren Studien erforderlich sind.

### Verwendete Spezies
- Laktobazillen
- Bifidobakterien
- Enterococcus faecalis, Enterococcus faecium
- Die Hefen Saccharomyces boulardii und Saccharomyces cerevisiae
- Escherichia coli

Probiotische Arzneimittel können entweder aus einem einzigen Stamm einer Spezies oder aus Mischungen mehrerer Stämme oder Spezies bestehen.

### Wirkungsmechanismen
Nicht immer ist der genaue Wirkmechanismus der verwendeten Bakterien bekannt.
Jedoch ist bekannt, dass sie zum Teil das Mukosaimmunsystem stimulieren bzw. modulieren, das auch als MALT (mucosa associated lymphatic tissue) bezeichnet wird.
Dadurch wird über verschiedene Mechanismen auch die Produktion von sekretorischen Immunglobulinen A, die z. B. ins Darmlumen abgeschieden werden oder sich auf allen Schleimhäuten befinden, stimuliert, was der Immunabwehr zugutekommt.
Weiterhin gibt es eine sog. Kolonisationsresistenz, was bedeutet, dass probiotische Bakterien u. a. selbst Bacteriocine produzieren (bei den Colibakterien sind es die Colicine, bei Lactococcen z. B. das Nisin), die das Wachstum anderer konkurrierender Bakterien hemmen.

### Indikationen
Probiotika wurden bei vielfältigen Erkrankungen angewendet, allerdings steht der wissenschaftliche Beweis ihrer positiven Wirksamkeit vielfach aus. Für folgende Krankheiten ist die Wirksamkeit von Probiotika verhältnismäßig gut erforscht:
- bestimmte chronisch-entzündliche Darmerkrankungen
- verschiedene Durchfallerkrankungen
- chronische Verstopfung
- Vorbeugung vor Allergien und Infektionen Frühgeborener
- Vorbeugung Neurodermitis
- Infekte von Hals, Nase, Ohren und andere leichte Infektionen, wie beispielsweise Harnwegsinfekte
- Zahnkaries

Vor und während der Probiotikatherapie ist es sinnvoll, die Darmbarriere zu stabilisieren und die Darmschleimhaut zu regenerieren, um den Bakterien ein optimales Fundament zu bieten, auf dem sie sich ansiedeln und ihre Wirkung ausüben können. Zur grundlegenden Stabilisierung und Stärkung der Darmbarriere haben sich pflanzliche Myrrhe-Arzneimittel bewährt. Myrrhe hat zum einen eine direkt stabilisierende Wirkung auf die Zellbrücken (Tight Junctions) in der Darmwand und wirkt außerdem dem bei einer Entzündung auftretenden vermehrten Zellsterben entgegen. Die Arzneidrogen Myrrhe und Kaffeekohle stabilisieren die Darmbarriere vergleichbar gut wie das Kortisonpräparat Budesonid, wie Forschungen an der Universität Leipzig ergaben.

### Kontraindikation
Obwohl nicht bewiesen, sollen probiotische Produkte die entzündlichen Phasen mancher Autoimmunerkrankungen verschlimmern. Über vereinzelte Fälle von probiotischer Bakteriämie und Fungämie bei Patienten mit geschwächtem Immunsystem und bei chronisch Kranken wurde berichtet. Fälle von Blutvergiftungen bei gesunden Menschen, die Probiotika einnahmen, sind nicht bekannt. Bei schwerer, akuter Pankreatitis erhöht die Einnahme von Probiotika die Sterblichkeit signifikant (Propatria-Studie). Bei kritisch erkrankten Patienten sollte von der Anwendung von Probiotika abgesehen werden.

### Antibiotikaresistenz
Häufig enthalten probiotische Bakterien verschiedene Gene, die für Antibiotikaresistenz codieren. Diese können zur natürlichen Ausstattung des Bakteriums gehören oder erworben sein. Es ist momentan unbekannt, in welchem Maß diejenigen Resistenzgene, die mobilisiert und an andere Bakterienarten weitergegeben werden können, zur Entwicklung von Resistenz in pathogenen Arten beitragen.

### Reinigungsmittel
In verschiedenen Studien wird die Möglichkeit erforscht, bei Reinigungsmitteln für die Böden von Spitälern chlorhaltige Substanzen durch probiotische Bakterien zu ersetzen.

## Weiterführende Literatur
- The Microbiome and Neurological and Behavioral Disorders. In: Gut Feelings. The MIT Press, 2021, ISBN 978-0-262-36355-6, S. 237–258, doi:10.7551/mitpress/11291.003.0013.
- Lipi Poojara, Dhaval K. Acharya, Jalpa Patel, Rakesh M. Rawal: Gut–Brain Axis: Role of the Gut Microbiome on Human Health. In: Microbiome-Gut-Brain Axis. Springer Nature Singapore, Singapore 2022, ISBN 978-981-16-1625-9, S. 187–211, doi:10.1007/978-981-16-1626-6_8.
- Shaimaa H. Negm: Gut Microbiota and Cardiovascular Disease. In: The Gut Microbiota in Health and Disease. 7. September 2023, S. 99–108, doi:10.1002/9781119904786.ch9.
- Eamonn M. Quigley, Fergus Shanahan: Probiotics in Health Care: A Critical Appraisal. In: Annual Review of Medicine. 11. November 2024, ISSN 0066-4219, doi:10.1146/annurev-med-042423-042315.
- Gut Microbiome . Ein Open Access Journal. ISSN 2632-2897 (Online)
- Harald Matthes: 19. Prä- und Probiotika. In: Mikrobiom. De Gruyter, 2016, ISBN 978-3-11-045435-2, S. 269–298, doi:10.1515/9783110454352-019.